# إريك هكل
إريك أرماند آرثر جوزيف هكل (9 أغسطس 1896، برلين - 16 فبراير 1980، ماربورغ) هو عالم فيزيائي وكيميائي ألماني. يشتهر بمساهمتين رئيسيتين، هما:
- نظرية ديباي-هكل.
- طريقة هكل.

ولد هكل في ضاحية شارلوتنبورغ في برلين، درس الفيزياء والرياضيات من عام 1914 إلى عام 1921 في جامعة جوتنجن.

## الجوائز
- 1965 جائزة أوتو هان للكيمياء والفيزياء